# Anocoela ebena
Anocoela ebena är en skalbaggsart som beskrevs av Moser 1914. Anocoela ebena ingår i släktet Anocoela och familjen Cetoniidae. Inga underarter finns listade i Catalogue of Life.